# جيرت ستيجماس
جيرت ستيجماس مواليد 30 سبتمبر 1980 في بلجيكا، هو دراج بلجيكي سابق في صنف سباق الدراجات على الطريق.

## سجل النتائج

### سباقات أو مراحل فاز بها
- طواف فرنسا

### المراكز
- حقق المركز الـ 10 في طواف قطر 2011
- حقق المركز الـ 4 في طواف قطر 2012

## وصلات خارجية
- الموقع الرسمي

## روابط خارجية
- جيرت ستيجماس على موقع الاتحاد الدولي للدراجات (الإنجليزية)
- جيرت ستيجماس على موقع أرشيف الدراجات (الإنجليزية)
- جيرت ستيجماس على موقع إحصائيات الدراجات الإحترافية (الإنجليزية)
- جيرت ستيجماس على موقع نسبة الدراجات (الإنجليزية)
- جيرت ستيجماس على موقع CycleBase (الإنجليزية)